# Cour d'appel de Svea

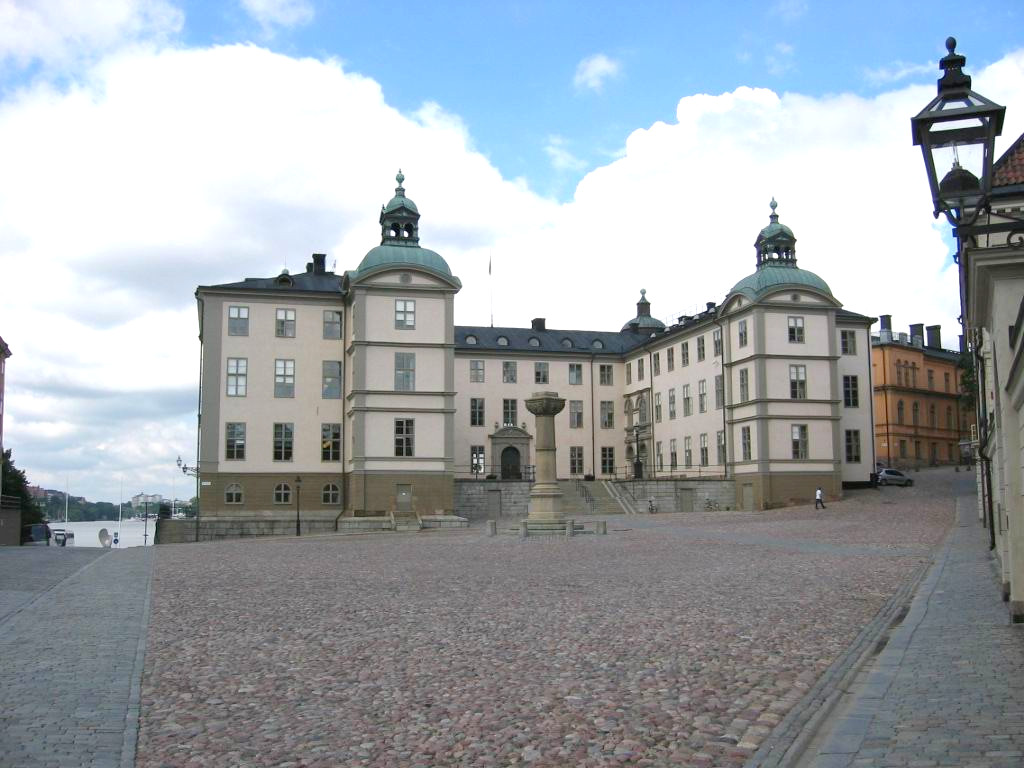
Palais de Wrangel où se situe la Cour d'appel de Svea à Stockholm

La Cour d'appel de Svea (en suédois : Svea hovrätt), située à Stockholm, est l'une des six cours d'appel suédoise. Elle est située dans le palais de Wrangel, sur l'îlot Riddarholmen à Gamla Stan, la vieille ville de Stockholm.

## Histoire
La Cour d'appel de Svea est fondée en 1614 à l'initiative du roi Gustave II Adolphe et peut prononcer des jugements en présence comme en l'absence du roi.  Elle est la plus haute juridiction de Suède jusqu'en 1789, date à laquelle la Cour suprême de Suède est créée. Le fait qu'elle ait été la plus haute juridiction de Suède entre 1614 et 1789 n'a pas rendu pour autant impossibles les recours auprès du roi. Parmi les personnes condamnées à mort par la cour figurent Nicolaus Olai Campanius (1593-1624), condamné pour s'être converti au catholicisme, et Jacob Johan Anckarström (1762-1792), condamné pour l'assassinat de Gustave III de Suède.
Si elle couvre à sa création l'ensemble du territoire suédois, une Cour d'appel est créée à Turku pour la Finlande dès 1623. Onze ans plus tard, en 1634, la Cour d'appel de Göta est créée à Jönköping pour le Götaland. Il faut ensuite attendre le XXe siècle pour que d'autres parties du territoire suédois soient rattachés à d'autres cours d'appel: Cour d'appel du Haut-Norrland à Umeå en 1936 et Cour d'appel du Bas-Norrland à Sundsvall en 1948. Certains comtés sont détachés de la Cour d'appel de Svea et rattachés aux cours d'appel du Bas-Norrland et de Göta respectivement en 1976 et en 1992.

## Fonctionnement
La Cour d'appel de Svea est la plus grande des six cours d'appel suédoises. Elle a 15 tribunaux de district (tingsrätter) sous sa juridiction et traite environ 10 000 nouveaux cas par an. La juridiction de la Cour couvre les comtés de Stockholm, Uppsala, Södermanland, Gotland, Västmanland et Dalécarlie. La Cour est également la plus haute juridiction environnementale du pays. Elle a cinq tribunaux environnementaux sous sa juridiction.

## Bâtiments
La Cour d'appel de Svea est située dans plusieurs bâtiments sur Riddarholmen. Outre le Palais de Wrangel, qui est le bâtiment principal, elle a également des divisions dans, entre autres, le Palais Hessenstein, le Palais Stenbockska et le Palais Schering-Rosenhane.

## Liste des présidents de la Cour d'appel de Svea
Les personnes suivantes ont présidé la Cour d'appel de Svea depuis sa création en 1614:
- 1614–1633: Magnus Brahe
- 1633–1640: Gabriel Gustafsson Oxenstierna
- 1641–1661: Per Brahe
- 1661–1668: Seved Bosson Bååt
- 1668–1673: Johan Nilsson Gyllenstierna
- 1674–1677: Bengt Horn
- 1677–1680: Knut Kurck
- 1680–1682: Magnus Gabriel De la Gardie
- 1682–1695: Gustaf Adolph De la Gardie
- 1695–1703: Lars Wallenstedt
- 1703–1714: Gabriel Falkenberg
- 1715–1716: Reinhold Johan von Fersen
- 1718–1723: Carl Gyllenstierna
- 1723: Gabriel Stierncrona
- 1723–1731: Pehr Scheffer
- 1731–1736: Hans von Fersen
- 1736–1743: Otto Reinhold Strömfelt
- 1743–1750: Carl Frölich
- 1750–1751: Carl Gustaf Löwenhielm
- 1751–1753: Henrik Hammarberg
- 1753–1768: Johan Gerdesköld
- 1768–1772: Adam Fredenstjerna
- 1772–1787: Johan Rosir
- 1787–1810: Carl Axel Wachtmeister
- 1810–1826: Henning Adolph von Strokirch
- 1826–1833: Josua Sylvander
- 1833–1835: Jonas Evelius
- 1836–1845: Eric Gabriel von Rosén
- 1845–1856: Carl Eric Isberg
- 1856–1867: Gustaf Adolph Vive Sparre
- 1867–1870: Ludvig Theodor Almqvist
- 1870–1880: Louis De Geer
- 1880–1889: Karl Johan Berg
- 1889–1899: Nils Henrik Vult von Steyern
- 1899–1910: Erik Elliot
- 1910–1918: Ivar Afzelius
- 1918–1920: Hjalmar Westring
- 1920–1931: Erik Marks von Würtemberg
- 1931–1946: Birger Ekeberg
- 1946–1950: Arthur Lindhagen
- 1950–1957: Harry Guldberg
- 1957–1963: Herman Zetterberg
- 1963–1967: Sture Petrén
- 1967–1983: Sten Rudholm
- 1983–1995: Birgitta Blom
- 1996–2007: Johan Hirschfeldt
- 2008–2018: Fredrik Wersäll

- 2018–: Anders Perklev